# Aberto de São Paulo 2014

El torneo Aberto de São Paulo 2014 es un torneo profesional de tenis. Pertenece al ATP Challenger Tour 2014. Se disputará su 14.ª edición sobre superficie dura, en San Pablo, Brasil entre el 30 de diciembre y el 5 de enero de 2013.

## Jugadores participantes del cuadro de individuales

### Cabezas de serie
| Favorito | País                               | Jugador            | Rank1 | Posición en el torneo |
| -------- | ---------------------------------- | ------------------ | ----- | --------------------- |
| 1        | Bandera de Argentina               | Horacio Zeballos   | 56    | Primera ronda         |
| 2        | Bandera de Colombia                | Alejandro González | 91    | FINAL                 |
| 3        | Bandera de Argentina               | Guido Pella        | 118   | Cuartos de final      |
| 4        | Bandera de Argentina               | Facundo Bagnis     | 123   | Primera ronda         |
| 5        | Bandera de Argentina               | Facundo Argüello   | 124   | Cuartos de final      |
| 6        | Bandera de Argentina               | Martín Alund       | 133   | Primera ronda         |
| 7        | Bandera de Brasil                  | João Souza         | 140   | CAMPEÓN               |
| 8        | Bandera de la República Dominicana | Víctor Estrella    | 144   | Primera ronda         |

- 1 Se ha tomado en cuenta el ranking del día 23 de diciembre de 2013.

### Otros participantes
Los siguientes jugadores recibieron una invitación, por lo tanto ingresan directamente al cuadro principal (WC):
- José Pereira
- Bruno Sant'anna
- Rafael Camilo
- Osni Junior

Los siguientes jugadores ingresan al cuadro principal tras disputar el cuadro clasificatorio (Q):
- Marcelo Demoliner
- Fabiano de Paula
- Moritz Buerchner
- Henrique Cunha

## Jugadores participantes en el cuadro de dobles

### Cabezas de serie
| Favorito | País                      | Jugador            | País                 | Jugador            | Rank1 | Posición en el torneo |
| -------- | ------------------------- | ------------------ | -------------------- | ------------------ | ----- | --------------------- |
| 1        | Bandera de Tailandia      | Sanchai Ratiwatana | Bandera de Tailandia | Sonchat Ratiwatana | 206   | Cuartos de final      |
| 2        | Bandera de Estados Unidos | James Cerretani    | Bandera de Canadá    | Adil Shamasdin     | 232   | Primera ronda         |
| 3        | Bandera de Finlandia      | Henri Kontinen     | Bandera de Suecia    | Andreas Siljestrom | 233   | Cuartos de final      |
| 4        | Bandera de Alemania       | Gero Kretschmer    | Bandera de Alemania  | Alexander Satschko | 234   | CAMPEONES             |

- 1 Se ha tomado en cuenta el ranking del día 23 de diciembre de 2013.

## Campeones

### Individual Masculino
- João Souza  derrotó en la final a  Alejandro González por 6-4, 6-4.

### Dobles Masculino
- Gero Kretschmer /  Alexander Satschko  derrotaron en la final a  Nicolás Barrientos /  Víctor Estrella por 4-6, 7-5, [10-6].